# Поэзия (премия)
Поэзия — российская литературная премия, ежегодно вручаемая с 2019 года по 2021 год в трёх номинациях. Учреждена Благотворительным фондом «Достоинство». Является преемником российской национальной премии «Поэт». В 2022 году прекратила своё существование.

## История премии
Премия учреждена Благотворительным фондом «Достоинство» Архивная копия от 13 апреля 2021 на Wayback Machine после закрытия российской национальной премии «Поэт».
Об этом на специальной церемонии в ЦДЛ 23 мая 2018 года объявил председатель РОСНАНО Анатолий Чубайс.
Организатор Премии — Автономная некоммерческая организация содействия современной поэзии «Поэзия» (сокращенное наименование АНО «Поэзия»). Премия вручается ежегодно в ноябре по трем номинациям: 1) «Стихотворение года» — за стихотворение, написанное на русском языке и опубликованное в течение предшествующего календарного года. 2) «Поэтический перевод» — за перевод стихотворения на русский язык, опубликованный в течение предшествующего календарного года. 3) «Критика» — за критическую работу (рецензия, статья, обзор, эссе), написанную на русском языке, посвященную современной поэзии и опубликованную в течение предшествующего календарного года. Денежное содержание премии в номинации «Стихотворение года» составляет 300 000 рублей, в двух других номинациях — по 200 000 рублей.
В 2022 году российская литературная премия «Поэзия» прекратила существование.

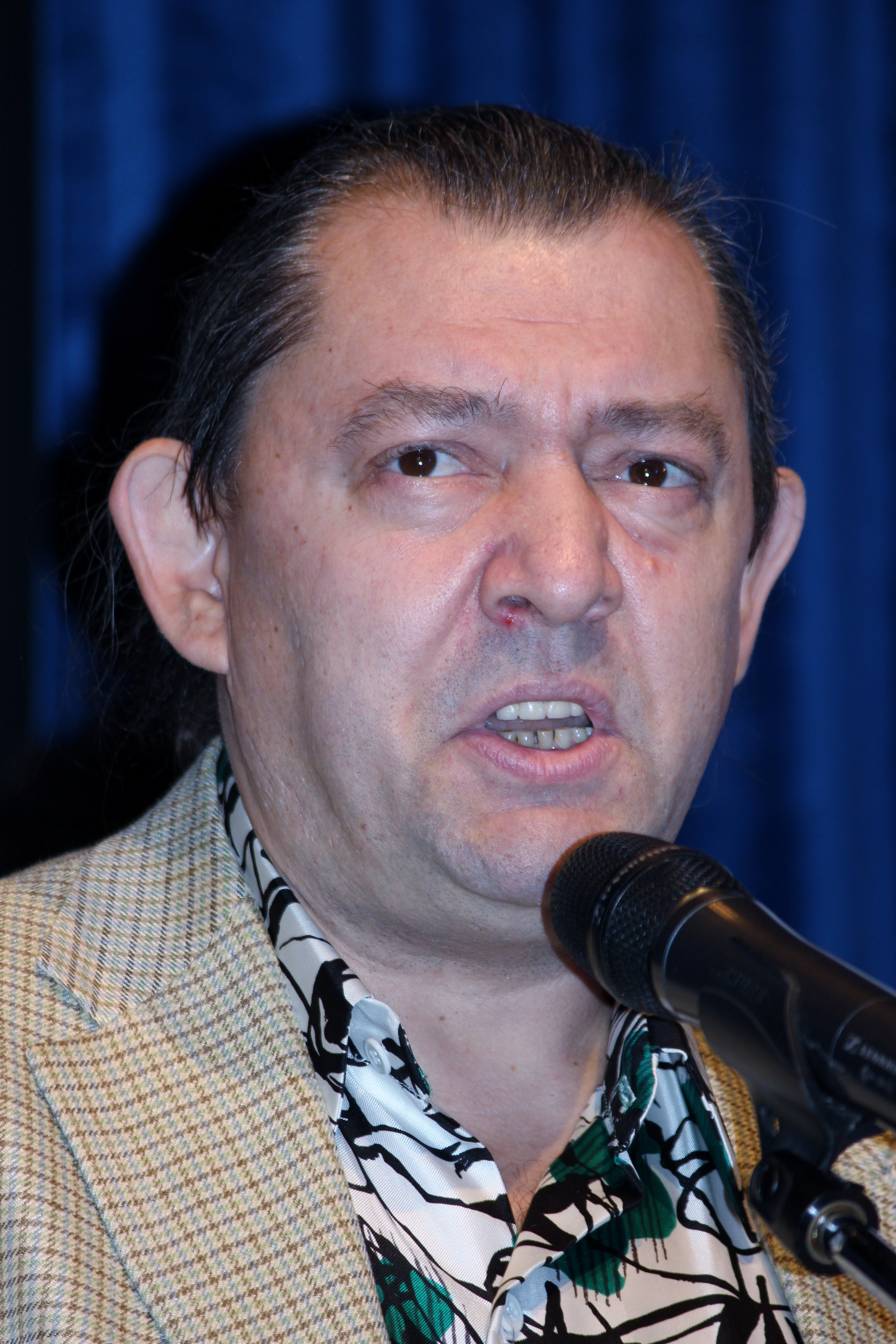
Куратор премии «Поэзия» В. Пуханов

Куратором премии «Поэзия» был В. Пуханов.

## Порядок присуждения премии
Цель премии — находить и поощрять выдающиеся произведения современной поэзии и поэтического перевода, литературную критику, посвященную поэтическому творчеству. Произведениями-соискателями могут быть поэтические произведения и критические работы в отношении поэтических произведений, созданные на русском языке и опубликованные в течение года, предшествующего конкурсу, в периодическом печатном издании, отдельной книгой/брошюрой, в коллективном сборнике или в популярном блоге. У премии нет шорт-листа, только длинный (премиальный) список номинантов, публикуемый в сентябре, из которого члены жюри выбирают лауреатов.
В состав жюри премии входят до 100 известных поэтов, критиков поэзии, филологов, издателей поэзии, переводчиков поэзии, чтецов поэтических произведений, популярных блогеров; состав жюри до некоторой степени меняется от года к году. Среди членов жюри первого и второго сезонов были, в частности, Андрей Аствацатуров, Дмитрий Бавильский, Ольга Балла, Евгений Бунимович, Андрей Василевский, Дмитрий Веденяпин, Дмитрий Воденников, Яков Гордин, Дмитрий Данилов, Наталья Иванова, Кирилл Кобрин, Олег Лекманов, Юрий Орлицкий, Николай Подосокорский, Евгений Сидоров, Татьяна Щербина и др.

## Отзывы о премии
Обозревать «Года Литературы» Александр Соловьёв, подводя итоги первого сезона премии, писал: 
…
Недостаток премии состоит, прежде всего, в расплывчатости формулировки. Что значит «Стихотворение года»? Лучшее стихотворение? Виталий Пуханов сам отмел такую версию. Стихотворение, вызвавшее наибольший резонанс (организатор сам часто повторял это слово в фейсбучных дебатах вокруг нашего предмета)? Тогда неясно, откуда в премиальном листе вполне камерные стихотворения, широкой читательской публикой незамеченные, — и, наоборот, где, к примеру, Оксана Васякина, ставшая самой громкой феминистской поэтессой этого года (притом в списке есть и Елена Костылева, и Галина Рымбу, и Ирина Котова — Васякина явно остается фигурой умолчания). Выходит, резонансность тоже не была единственным критерием. Кажется, что лист составлялся чуть ли не по квотам — какая-то часть громких стихотворений, стихи традиционные, стихи верлибром, стихи феминистские и т. д.
По мнению поэта и критика Дмитрия Кузьмина,

Премиальный список в известном смысле является даже более важным плодом проекта (так и в премии «Дебют», которой Пуханов много лет занимался, длинные списки всегда были гораздо интереснее начинавшейся потом лотереи с лауреатами — другое дело, что интерес этот короткоживущий, а лауреатов запоминают сравнительно надолго). Широта его охвата наглядно видима — и даже заставляет Александра Соловьева предположить, что мера расхождения между поэтическими стратегиями таких авторов, как Сергей Завьялов, Светлана Кекова и Вера Полозкова, препятствует самой возможности выбора между их текстами. Мысль о превращении единого поля русской поэзии в набор различных автономных друг от друга поэзий обсуждается уже лет 20 (и началось это обсуждение ровно тогда, когда прежнее разделение на субполя официальной, неподцензурной и эмигрантской поэзии перестало — по крайней мере, в институциональном аспекте — определять контуры поэтического целого)..

## Скандал
9 ноября 2021 года были объявлены имена лауреатов премии «Поэзия». В главной номинации «Стихотворение года» награда была присуждена поэтессе Марии Малиновской за текст «бело-красно-белый флаг», однако выбор жюри из 80 экспертов конкурса вызвал разногласия среди литераторов о художественных достоинствах и недостатках её стихотворения. Двое членов жюри сложили с себя полномочия, выражая тем самым несогласие с результатами. Газета «Московский комсомолец» опубликовала материал, посвященный итогам третьего сезона премии, где автор статьи утверждает, что исходя из актуальной повестки, жюри премии могло присудить победу одному из двух текстов из премиального листа: стихотворению Галины Рымбу «Моя вагина», изобилующее физиологическими подробностями, или же стихотворению Марии Малиновской «бело-красно-белый флаг» с десятком матерных слов. По результатам премии высказался Дмитрий Быков:
Понимаете, если прочесть это стихотворение, становится понятно, что оно именно о том, как текущие политики — НРЗБ — отравляют отношения НРЗБ. Здесь никакой символики бело-красно-белой нет, никакого лукашенковского или иного протеста нет. Это стихотворение о любви, о том, как разрушаются отношения. Я считаю, что это хорошие стихи, хотя, на мой взгляд, если бы их форма была строже, они выглядели бы музыкальней и выразительней. Но каждый пишет, как умеет…

## Лауреаты премии
| Год  | Стихотворение года                    | Поэтический перевод | Критика           |
| ---- | ------------------------------------- | ------------------- | ----------------- |
| 2019 | Дмитрий Веденяпин, Екатерина Симонова | Григорий Кружков    | Дмитрий Кузьмин   |
| 2020 | Юлий Гуголев                          | Алёша Прокопьев     | Валерий Шубинский |
| 2021 | Мария Малиновская                     | Ольга Седакова      | Илья Кукулин      |